# 坎迪多齒鱷科
坎迪多齒鱷科（Candidodontidae）是鱷形超目諾托鱷類的ㄧ科。最初在2002年建立，包含：阿拉利坡鱷、坎迪多齒鱷、馬拉威鱷。在2004年，首次有演化支定義，範圍是包含坎迪多齒鱷、馬里利亞鱷的最近共同祖先，與其最近共同祖先的所有後代。在2009年，坎迪多齒鱷科被重新定義為：諾托鱷類裡，親緣關係接近坎迪多齒鱷的所有物種。

## 種系發生學
根據在2004年的坎迪多齒鱷科定義，範圍是包含坎迪多齒鱷、馬里利亞鱷的最近共同祖先，與其最近共同祖先的所有後代。但這個範圍與許多諾托鱷類範圍互相衝突，在多數諾托鱷類定義裡，坎迪多齒鱷、馬里利亞鱷是遠親，按照2004年版定義，坎迪多齒鱷科將包含許多其他屬、其他科。
而在2009年的新版定義裡，坎迪多齒鱷科的範圍被修正為：在諾托鱷類裡，親緣關係接近坎迪多齒鱷，而離諾托鱷、烏拉圭鱷、科瑪繪鱷、泥炭鱷、波羅鱷、尼羅鱷較遠的所有物種。根據2009年版定義，坎迪多齒鱷科目前包含坎迪多齒鱷、馬拉威鱷。

## 敘述
坎迪多齒鱷科的共有衍徵包含：颞颥孔（Temporal fenestrae）大、犬齒後方的牙齒形狀與大小相近、眼窩到口鼻部的距離，大於或等於眼窩到頭部後端的距離、內鼻孔沒有分離。
在2009年研究裡，分析各種諾托鱷類的牙齒，也鑑定出坎迪多齒鱷科的牙齒特徵，包含：牙齒呈球根狀、狹窄的齒冠基部、牙齒有數個齒冠。以坎迪多齒鱷、馬拉威鱷為例，牙齒有一個大齒尖、數個小齒尖